# 山本金木
山本 金木（やまもと かねぎ・かなき、文政9年1月10日〈1826年2月16日〉 - 明治39年〈1906年〉11月27日）は、戊辰戦争における遠州報国隊の隊長。神職。浜松にある井伊谷宮権宮司。山本大隅とも称する。賀茂県主氏で賀茂真淵の末裔。
遠江国浜名郡雄踏にて宇布見村金山神社神主 賀茂鞆音（賀茂日向）の長男として生まれる。弟に新所村八幡神社神主の内藤山城、のちの靖国神社二代目宮司となる賀茂水穂がいる。
4歳半から書に親しみ、6歳で中村源左エ門亀年に就き、12歳で自法庵千寿から漢籍を学ぶ。
天保11年（1840年）12月8日、15歳で賀茂氏より八幡宮神官の山本家を継ぐ。
この頃には岩間寺住職三宅均との親交があり互いに往復し和歌を作った。
遠州西遠地方では「歌の山本、書の三宅」と言いはやされた。
22歳になると小栗公伴の門人となる。次いで国学者石川依平に教えを受けるが、師が病気となってからは神官で国学者でもある鬼島広蔭（富樫広蔭）から教えを受ける。
慶応4年（1868年）1月3日、京都での鳥羽・伏見の戦いを始めとする戊辰戦争が勃発すると遠州報国隊を結成し、山本金木と池田庄三郎が隊長となる。尊王攘夷論の急先鋒として、錦の御旗を掲げ倒幕に向かう東征大総督有栖川宮熾仁親王や東征大総督参謀西郷隆盛らと共に江戸へ進軍し先鋒をつとめる。隊員数は 306名（神主 280余名、僧侶 3名、農商 14名、浪人 5名、他若干名）で神主中心の草莽隊であった。日本最古の軍歌「宮さん宮さん（トコトンヤレ節）」はこのときの様子を軍歌にしたもの。遠州報国隊が神官中心の組織で結成されたことで、それまで沈黙していた各地神官（駿河赤心隊、伊豆伊吹隊など）がそれに呼応し神官中心の義勇隊が一気に組織されていった。
そのとき山本金木が詠んだ句に、
　「天皇の御先にたちてしめしてむ、やまと心の花の色香を」
　「数ならぬ身にはあれども世のためと、おもふひとつの心ばかりは」
がある。
慶応4年（1868年）5月15日、上野戦争での彰義隊との戦いや東北戦争にも参加し、江戸城内の警護を終えると同年11月（明治元年11月）、山本金木は故郷浜松に帰り、弟の賀茂水穂は東京にとどまる。
明治5年（1872年）宗良親王を祭った井伊谷宮が明治天皇により創立されると天皇から官幣中社の社格を賜り、山本金木は井伊谷宮権宮司となる。
明治39年（1906年）11月27日、井伊谷にて没。81歳。